# Warren Plimpton Lombard

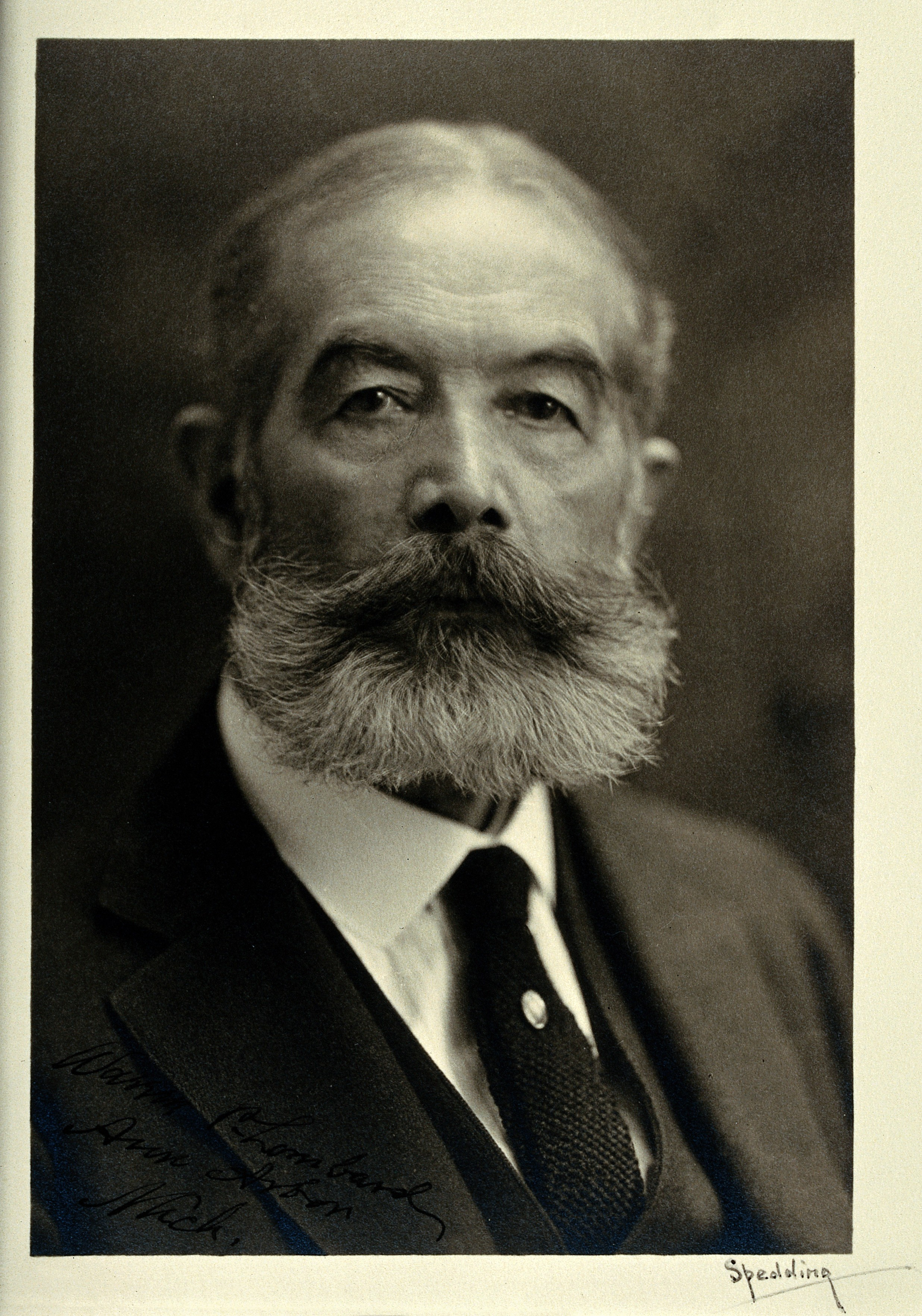
Warren Plimpton Lombard

 Warren Plimpton Lombard (* 29. Mai 1855 in West Newton, Massachusetts; † 13. Juli 1939 in Ann Arbor, Michigan) war ein amerikanischer Physiologe.

## Leben
Lombard war der Sohn von Israel und Mary Ann (Plimpton) Lombard. Seine Vorfahren beiderseitig gehörten zu den frühen Siedlern in den Neuengland-Staaten. Er erhielt seine Schulbildung in den öffentlichen Schulen von Boston und Newton. Er trat in das Harvard College, wo er 1878 mit dem Bachelor of Arts graduiert wurde. Drei Jahre später erhielt er den Doktor der Medizin von der Harvard Medical School.
Auf den Rat von Henry Pickering Bowditch, dem damaligen Dekan der Medizinischen Fakultät, ging Lombard zunächst nach Weimar, um die deutsche Sprache zu erlernen und danach für zwei Jahre nach Leipzig, wo er unter Carl Ludwig über spinale Muskelreflexe am Frosch arbeitete. Unter Zuhilfenahme eines ausgeklügelten Apparates, den er unter Mithilfe von Ludwigs Gehilfen entwickelt hatte, und der gleichzeitig die Kontraktionen von bis zu fünfzehn Muskeln aufzeichnen konnte, wurde dieser als Lombards Harfe bekannt. Nach seiner Rückkehr aus Leipzig 1885 war keine geeignete Stelle frei und er arbeitete als Assistent für John Green Curtis in dessen Labor in New York. Curtis bezahlte ihn aus eigener Tasche. Lombard widmete sich ein Jahr lang der Forschung in Harvard und später an der Johns Hopkins University. Danach erhielt eine Assistentenstelle in Physiologie im College of Physicians and Surgeons in New York. 1889 wurde er zum Assistant Professor of Physiologie an der Clark University berufen.
Als die Clark University in finanzielle Schwierigkeiten geriet, nutzte dies William R. Harper von der neuen University of Chicago für die Abwerbung von Professoren. Victor C. Vaugham von der Michigan University umwarb Lombard mit niedrigeren Lebenshaltungskosten in Ann Arbor und einem Gehalt von $2200, sowie guten Laboren, so dass Lombard zusagte.
1892 wurde er Professor für Physiologie and Histologie an der University of Michigan. Dieser Titel wurde 1898 umgewandelt in Professor für Physiologie.
1898 reiste er mit $500 nach Europa, um medizinische Geräte zu kaufen und brachte einen Kymographen mit, der den Herzschlag und die Atmung aufzeichnen konnte. Lombard führte seine Experimente durch, bei denen ihm u. a. Wilbur Pardon Bowen und George O. Highley assistierten und bot Carl J. Wiggers $600 p. a., wenn dieser die Studenten der Zahntechnik unterrichten würde.
Im März 1889 verbrachte Lombard drei Wochen im physiologischen Labor der Universität von Turin bei Angelo Mosso. Dort machte er Fortschritte mit seinen Versuchen über die Wirkung von Müdigkeit auf willkürliche Muskelbewegungen. Die Ergebnisse seiner Untersuchung trug er auf dem Kongress der Physiologen im September 1889 in Basel vor.
Häufig veröffentlichte Lombard seine Beiträge in wissenschaftlichen Zeitschriften, so z. B.
- Archiv für Anatomie and Physiologie,
- The American Journal of Psychology,
- The American Journal of the Medical Sciences,
- The Journal of Physiology,
- The American Journal of Physiology.

Er schrieb auch "General Physiology of Muscle and Nerve," für das "An American Textbook of Physiology" (1896); und den Artikel über den Elektrotonus für das "Reference Handbook of the Medical Sciences" (1900).
In der Ausgabe vom Oktober 1907 des American Journal of Physiology veröffentlichten Warren Lombard und F. M. Abbott „Die mechanischen Effekten durch die Kontraktion der einzelnen Muskeln der Oberschenkel vom Frosch“. Lombard und Abbott versucht zu erklären, wie die Muskeln auf der Vorder- und Rückseite des Oberschenkels gleichzeitig beim Aufstehen eines Menschen aus der Sitzposition funktionierten. Sie analysierten die Aktionen von zweiundzwanzig Muskeln des Oberschenkels und der Hüfte.
1910/11 nahm er ein Sabbatjahr und besuchte Maximilian von Frey in Würzburg, den er aus seinem Studium in Leipzig kannte. Während dieser Zeit leitete Carl Wiggers das Institut. Lombard gab ihm dafür 2/3 seines eigenen Gehalts, das $3,000 p. a. betrug. In Würzburg entdeckte er ein Verfahren zur Beobachtung der Kapillaren der menschlichen Haut und maß den Blutdruck in den Arteriolen und Kapillaren. v. Frey arbeitete an der Bestimmung von sensorischen Punkten ("Spots"), die speziell auf Berührungen reagieren: Druck und Schmerzen, sowie Wärme und Kälte.
Er war einer der siebzehn Männer, die an der Gründungsversammlung der American Physiological Society (APS) im Jahre 1887 teilnahmen. Er hatte verschiedene Aufgaben in der Gesellschaft in den Jahren 1893 bis 1911 (z. B. Schatzmeister), bevor er der achte Präsident der Gesellschaft (1919–1920) wurde. Im Jahre 1920 wurde der erste internationale Kongress seit 1913 in Paris gehalten aber, zum Missfallen vieler Amerikaner, wurden die deutschen und österreichischen Physiologen ausgeschlossen.
Auf der Versammlung der American Physiological Society in Minneapolis im Dezember 1917 berichteten Lombard und Otis Cope über ihre Forschungsergebnisse bezüglich der Systole und Diastole in Zusammenhang mit dem Puls eines Mannes.
Er führte zusammen mit Vaugham, dem Dekan der Medizinischen Fakultät, die Michigan Medical School zu großer Bekanntheit und einem guten Ruf über die Staatsgrenzen hinaus.
Lombards Forschungen enthalten Studien über die Kniephänomene, Muskelschwäche, Blutdruck und Stoffwechsel. Er war vor allem für seine Fähigkeit bekannt, neue Techniken und Vorrichtungen zu entwickeln.
Er war Mitglied der Society for Experimental Biology and Medicine, der American Association for Advancement of Science sowie des Forschungsvereins der Universität. Außerdem war er korrespondierendes Mitglied der Societe de Biologie und assoziiertes Mitglied der Societe Royale des Sciences Medicales et Naturelles in Brüssel. Des Weiteren war er Mitglied der „Michigan State Medical Society“ sowie des Roten Kreuzes in Ann Arbor.
Neben seiner medizinischen Tätigkeit interessierte er sich auch sehr für die Kunst und beschäftigte sich in seinem Ruhestand mit Radierungen, u. a. von seinem Sommersitz Monhegan Island. Seinen Arbeiten wurden auch in Einzelausstellungen in New York, Chicago und Detroit gezeigt.
Seine umfangreiche medizinische Bücherei mit Sammlungen von Zeitschriften vermachte er der Universität.
Am 21. Juni 1883 heiratete Lombard Caroline Cook. Die Ehe war kinderlos.

## Werke
- The effect of fatigue on voluntary muscular contractions. "Reprint from the American journal of psychology, January, 1890."
- On the nature of the knee-jerk (Patellar Ligament). Assistant in Physiology at the College of Physicians and Surgeons of New York Reprinted from: Journal of Physiology, v. 10, no. 1–2 1889
- Directions for laboratory work in physiology Publisher George Wahr, Ann Arbor, 1906